# Alain Lovato
Pour les articles homonymes, voir Lovato.
Alain Lovato est un sculpteur français né à Pont-d'Ain en 1943. Ses œuvres sont  principalement conçues en métal.

## Biographie
Fils d'immigrés italiens, il réalise ses premières œuvres à 17 ans.
Depuis 1962, participe à de nombreuses expositions personnelles et collectives dans des galeries, centres d’art, musées et espaces publics en France, Suisse, Italie, RFA, USA, Danemark, Suède, Espagne. 
- Participe ou a participé au Salon d’automne, Lyon / Salon de la jeune sculpture, Paris / Salon des réalités nouvelles, Paris / Salon Comparaisons, Paris  / Grands et jeunes d’aujourd’hui, Paris / Fondazionne Pagani, Milan

- Collections publiques : Musée de Brou, Bourg-en-Bresse  / Musée des Beaux-Arts, Lyon / FRAC, Rhône-Alpes.

- Foires d’art contemporain : BIAF, Barcelone / FIAC, Paris  / FACT, Toulouse

- Réalisations monumentales : A réalisé à ce jour une cinquantaine d’œuvres monumentales publiques et privées dans différentes villes

- Catalogues : Six catalogues ont été édités sur son travail

- Engagements collectifs :

- - Président de la MAPRAA / Maison des Arts plastiques et visuels Auvergne Rhône-Alpes - http://www.plateforme-mapra-art.org

- - Vice-président de la MDA / La Maison des artistes – http://www.lamaisondesartistes.fr

## Œuvres
L'atelier où Alain Lovato conçoit ses œuvres se situe dans l’Ain ; elles sont exposées en France et à l’étranger :
- La grand visite, au jardin des sculptures de Bitche (1987)[3] ;
- Le signal, dans la station de métro Charpennes de Villeurbanne (1978)[2] ;
- Le mur passage, sur le campus de la Doua à Villeurbanne (1977) ;
- La Flamme , devant le Centre culturel de Sail-sous-Couzan (1971) ;